# 1325
Évszázadok: 13. század – 14. század – 15. század
Évtizedek: 1270-es évek – 1280-as évek – 1290-es évek – 1300-as évek – 1310-es évek – 1320-as évek – 1330-as évek – 1340-es évek – 1350-es évek – 1360-as évek – 1370-es évek
Évek: 1320 – 1321 – 1322 – 1323 –  1324 – 1325 – 1326 – 1327 – 1328 – 1329 – 1330

## Események

### Határozott dátumú események
- január 7. – I. Dénest fia, IV. Alfonz váltja a portugál trónon.
- február 2. – III. Andronikosz bizánci társcsászárrá koronázása. (1328-tól egyeduralkodó, 1341-ig uralkodik.)

### Határozatlan dátumú események
- az év eleje – Gijász ad-Dín Tuglug szultánt fia, Muhammad Tugluk követi a Delhi Szultanátus trónján.
- az év folyamán –
  - Károly Róbert pénzreformja. (A firenzei aranyforint mintájára magyar aranyforint verését rendeli el, és még évszázadok múltán is az általa alapított körmöcbányai volt az ország legnevesebb pénzverdéje.)[1]
  - Tenochtitlán, az azték főváros alapítása.[2]

## Születések
- Nicolas Oresme, francia filozófus
- Francesco Landini, firenzei orgonista és zeneszerző

## Halálozások
- január 7. – I. Dénes portugál király, „a földműves” (* 1261)
- Gijász ad-Dín Tuglug delhi szultán

## Európai időjárás
Négy hónapon át majdnem teljesen eső nélküli nyár (Anglia, Franciaország, Írország, Hollandia).